# 拟棒络新妇
拟棒络新妇（学名：Nephila clavatoides）为肖峭科络新妇属的动物。在中国大陆，分布于河北等地。该物种的模式产地在河北。